# Храм Покрова Пресвятой Богородицы в Полоцке
Храм Покрова Пресвятой Богородицы (бел. Царква Пакрова Прасвятой Багародзіцы) — православный храм в Полоцке, на Нижне-Покровской улице. Был разрушен в советское время и восстановлен в 1997—2004 годах.

## История
Свято-Покровский храм был построен в 1781 году и первоначально являлся кладбищенской церковью Богоявленского монастыря. В 1804 году церковь была объявлена соборною, фактически игравшей роль кафедрального храма. После восстановления Полоцкой епархии и переосвящения иезуитского костела Святого Стефана в соборную церковь во имя св. Николая Мирликийского в 1833 году Свято-Покровская церковь стала приходской.
К этому времени здания храма, в то время деревянного, сильно обветшало. Вскоре она была переведена в разряд приписных и закрыта. Вместо неё в 1838 году была устроена новая церковь во имя Покрова Пресвятыя Богородица в здании бывшего костела францисканского монастыря. Эта церковь получила название Ново-Покровской. Однако в 1860 году она дала осадку фундамента и была снесена.
Стоявшая с 1838 года закрытой старая Свято-Покровская церковь в 60-х — начале 70-х годов XIX была отремонтирована и вновь открыта.
Во время пожара 1900 года Свято-Покровская церковь сгорела. Полочане начали собирать средства на восстановление храма. Ровно через пять лет после пожара 21 мая 1905 года был заложен фундамент новой Свято-Покровской церкви, на этот раз, каменной. К началу первой мировой войны кирпичный храм был, вероятно, уже выстроен.
В начале 1930-х годов Свято-Покровская церковь была закрыта советской властью. Служители храма были подвергнуты репрессиям. После освобождения Полоцка от немцев в 1944 году в здании храма была открыта конфетная фабрика. В 1960-е годы произошёл пожар, в ходе которого здание церкви сильно пострадало. В 1967 году обгоревшие стены храма были разобраны.

## Восстановление
В 1991 году общественностью Полоцка был поднят вопрос о восстановлении храма. В августе 1991 года сотрудники белорусской Академии наук провели археологическое исследование, чтобы определить сохранность фундамента здания церкви. В 1992 году было произведено освящение места церкви. В 1997 году был установлен свайно-блочный фундамент. Вновь работы были возобновлены только в 2003 году.
Авторами нового проекта храма стал архитектор М. И. Домакуров и главный инженер Н. А. Асиновский. Заказчиком строительства являлось Полоцко-Глубокское епархиальное управление.
Уже 7 июля 2004 года был установлен первый купол храма, покрытие которого состояло из нитрита титана. В октябре 2004 года состоялось открытие и освящение восстановленного храма.